# Liste der Bildungsminister Osttimors

Logo des Bildungsministeriums

Dies ist eine Liste der Bildungsminister Osttimors seit der Ausrufung der Unabhängigkeit 1975. Zusätzlich werden, sofern als Amt vorgesehen, die dem Bildungsministerium untergeordneten Vizeminister und Staatssekretäre angegeben.
Die Bereiche „Jugend“ und „Sport“ waren in der  I. konstitutionelle Regierung Osttimors zunächst dem Bildungsministerium zugeordnet, ab dem 26. Juli 2005 aber direkt dem Premierminister, Vizepremierminister oder Staatsminister unterstellt. In der VII. Regierung wurden Sport und Jugend zudem auf zwei verschiedene Sekretariate verteilt. In der  VIII. Regierung wurden Jugend und Sport wieder vereint und dem Bildungsressort zugeordnet. Auch das Staatssekretariat für Beschäftigungspolitik und Berufsbildung (SEPFOPE) war in der VI. Regierung einem Staatsminister zugeordnet. In der VIII. Regierung gehört das Ressort zum Wirtschaftsministerium.
In der V. Regierung und VI. Regierung war das Staatssekretariat für Kunst und Kultur dem Tourismusministerium unterstellt. Seit der VII. Regierung untersteht Kultur wieder dem Bildungsministerium.
In der VIII. Regierung wurde das Bildungsministerium in zwei Ministerien geteilt: dem Ministerium für Bildung, Jugend und Sport MEJD und dem Ministerium für höhere Bildung, Wissenschaft und Kultur MESCC. Die IX. Regierung unterteilte den Bereich sogar in drei Ressorts.

## Bildungsminister
| Bildungsminister Osttimors            |                                                                                               |               |                                |               |                                 |
| Regierung                             | Amt                                                                                           | Foto          | Name                           | Partei        | Amtszeit                        |
| Regierung der FRETILIN/ Exilregierung | Minister für Bildung und Kultur                                                               |               | Hamis Bassarewan               | FRETILIN      | 1975–1979 †                     |
| I UNTAET                              | nicht besetzt                                                                                 | nicht besetzt | nicht besetzt                  | nicht besetzt | 2000–2001                       |
| II UNTAET                             | Minister für Bildung, Kultur und Jugend                                                       |               | Armindo Maia                   | parteilos     | 2001–2002                       |
| I.                                    | Minister für Bildung, Kultur, Jugend und Sport (Jugend und Sport am 26. Juli 2005 abgetrennt) |               | Armindo Maia                   | parteilos     | 2002–2006                       |
| II.                                   | Ministerin für Bildung und Kultur                                                             |               | Rosária Corte-Real             | FRETILIN      | 2006–2007                       |
| III.                                  | Ministerin für Bildung und Kultur                                                             |               | Rosária Corte-Real             | FRETILIN      | 2007                            |
| IV.                                   | Minister für Bildung und Kultur                                                               |               | João Câncio Freitas            | parteilos     | 2007–2012                       |
| V.                                    | Minister für Bildung und Kultur                                                               |               | Bendito Freitas                | CNRT          | 2012–2015                       |
| VI.                                   | Minister für Bildung daneben: Staatsminister und Koordinator für soziale Angelegenheiten      |               | Fernando de Araújo             | PD            | 16. Februar – 2. Juni 2015 †    |
| VI.                                   | Ministerin für Bildung (kommissarisch)                                                        |               | Dulce Soares                   | CNRT          | 3. Juni – 10. August 2015       |
| VI.                                   | Minister für Bildung daneben: Staatsminister und Koordinator für soziale Angelegenheiten      |               | António da Conceição           | PD            | 10. August 2015                 |
| VII.                                  | Minister für Bildung und Kultur (kommissarisch)                                               |               | Rui Maria de Araújo            | FRETILIN      | 15. September – 3. Oktober 2017 |
| VII.                                  | Minister für Bildung und Kultur                                                               |               | Fernando Hanjam                | PLP/FRETILIN  | 3. Oktober 2017 – 2018          |
| VIII.                                 | Ministerin für Bildung, Jugend und Sport                                                      |               | Dulce Soares                   | CNRT          | 2018–2020                       |
| VIII.                                 | Minister für Bildung, Jugend und Sport                                                        |               | Armindo Maia                   | FRETILIN      | seit 2020                       |
| VIII.                                 | Minister für höhere Bildung, Wissenschaft und Kultur                                          |               | Longuinhos dos Santos          | PLP           | seit 2018                       |
| IX.                                   | Ministerin für Bildung                                                                        |               | Dulce Soares                   | CNRT          | seit 2023                       |
| IX.                                   | Minister für Hochschulwesen, Wissenschaft und Kultur MESCC                                    |               | José Honório da Costa Jerónimo | parteilos     | seit 2023                       |
| IX.                                   | Minister für Jugend, Sport, Kunst und Kultur                                                  |               | Nélio Isaac Sarmento           | CNRT          | seit 2023                       |

## Vizeminister
| Vizeminister                          |                                                              |               |                           |               |                           |
| Regierung                             | Amt                                                          | Foto          | Name                      | Partei        | Amtszeit                  |
| Regierung der FRETILIN/ Exilregierung | nicht besetzt                                                | nicht besetzt | nicht besetzt             | nicht besetzt | 1975–2000                 |
| I UNTAET                              | nicht besetzt                                                | nicht besetzt | nicht besetzt             | nicht besetzt | 2000–2001                 |
| II UNTAET                             | Vizeminister für Bildung, Kultur, Jugend und Sport           |               | Roque Rodrigues           | parteilos     | 2001 – 20. Mai 2002       |
| I.                                    | Vizeministerin für Bildung an den Grund- und Sekundärschulen |               | Rosária Corte-Real        | FRETILIN      | September 2002 – 2006     |
| II.                                   | Vizeministerin für Grund- und Mittelschule                   |               | Ilda Maria da Conceição   | parteilos     | 2006–2007                 |
| II.                                   | Vizeminister für Technische und höhere Bildung               |               | Vítor da Conceição Soares |               | 2006–2007                 |
| III.                                  | Vizeministerin für Grund- und Mittelschule                   |               | Ilda Maria da Conceição   | parteilos     | 2007                      |
| III.                                  | Vizeminister für Technische und höhere Bildung               |               | Vítor da Conceição Soares |               | 2007                      |
| IV.                                   | Vizeminister für Bildung                                     |               | Paulo Assis Belo          | PD            | 2007–2012                 |
| V.                                    | Vizeministerin für Grundbildung                              |               | Dulce Soares              | CNRT          | 2012–2015                 |
| V.                                    | Vizeminister für Sekundärbildung                             |               | Virgílio Simith           | CNRT          | 2012–2015                 |
| V.                                    | Vizeminister für Hochschulen und Wissenschaft                |               | Marçal Avelino Ximenes    | CNRT          | 2012–2015                 |
| VI.                                   | Vizeministerin für Bildung I                                 |               | Dulce Soares              | CNRT          | 2015 – 2017               |
| VI.                                   | Vizeminister für Bildung II                                  |               | Abel Ximenes              | FM            | 2015 – 2017               |
| VII.                                  | Vizeministerin für Bildung und Kultur                        |               | Lurdes Maria Bessa        | PD            | 15. September 2017 – 2018 |
| VII.                                  | Vizeminister für Bildung und Kultur                          |               | José Neves                | parteilos     | 3. Oktober 2017 – 2018    |
| VIII.                                 | Vizeminister für Bildung, Jugend und Sport                   |               | João Zacarias             | KHUNTO        | 2018–2020                 |
| VIII.                                 | Vizeminister für Erziehung, Jugend und Sport                 |               | António Guterres          | KHUNTO        | 2020–2023                 |

## Staatssekretäre

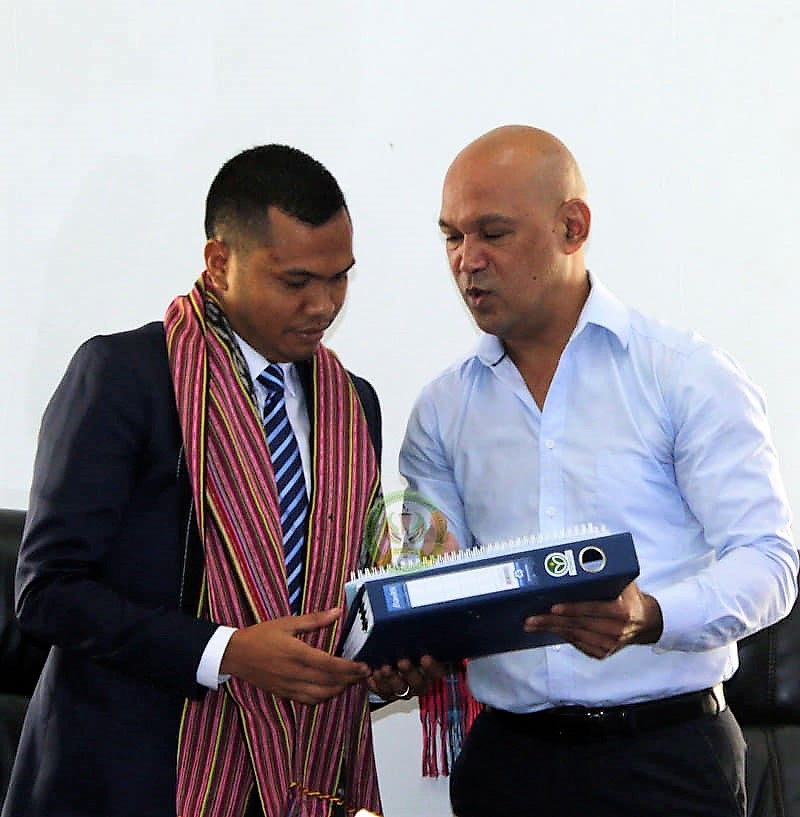
Amtsübergabe im Staatssekretariat für Jugend und Sport von Nélio Isaac Sarmento an Abrão Saldanha (2020)

| Staatssekretäre                       |                                                                       |               |                        |               |                     |
| Regierung                             | Amt                                                                   | Foto          | Name                   | Partei        | Amtszeit            |
| Regierung der FRETILIN/ Exilregierung | nicht besetzt                                                         | nicht besetzt | nicht besetzt          | nicht besetzt | 1975–2000           |
| I UNTAET                              | nicht besetzt                                                         | nicht besetzt | nicht besetzt          | nicht besetzt | 2000–2001           |
| II UNTAET                             | nicht besetzt                                                         | nicht besetzt | nicht besetzt          | nicht besetzt | 2001–2002           |
| I.                                    | Staatssekretär für Bildung, Kultur, Jugend und Sport                  |               | Virgílio Simith        |               | 2002– 26. Juli 2005 |
| II.                                   | nicht besetzt                                                         | nicht besetzt | nicht besetzt          | nicht besetzt | 2006–2007           |
| III.                                  | nicht besetzt                                                         | nicht besetzt | nicht besetzt          | nicht besetzt | 2007                |
| IV.                                   | Staatssekretär für Kultur                                             |               | Virgílio Simith        | CNRT          | 2007–2012           |
| V.                                    | nicht besetzt                                                         | nicht besetzt | nicht besetzt          | nicht besetzt | 2012–2015           |
| VI.                                   | nicht besetzt                                                         | nicht besetzt | nicht besetzt          | nicht besetzt | 2015–2017           |
| VII.                                  | nicht besetzt                                                         | nicht besetzt | nicht besetzt          | nicht besetzt | 2017–2018           |
| VIII.                                 | Staatssekretär für Jugend und Sport                                   |               | Nélio Isaac Sarmento   | CNRT          | 2018–2020           |
| VIII.                                 | Staatssekretär für Kunst und Kultur                                   |               | Teófilo Caldas         | CNRT          | 2018–2023           |
| VIII.                                 | Staatssekretär für Jugend und Sport                                   |               | Abrão Saldanha         | FRETILIN      | 2020–2023           |
| IX.                                   | Staatssekretär für das Sekundarschulwesen und die technischen Schulen |               | Domingos Lopes Lemos   | CNRT          | seit 2023           |
| IX.                                   | Staatssekretär für Kunst und Kultur                                   |               | Jorge Soares Cristóvão |               | seit 2023           |

1. 1 2 3 4 5 6  Sport und Jugend nicht dem Bildungsministerium unterstellt
2. 1 2  Kunst und Kultur nicht dem Bildungsministerium unterstellt